# Никитин, Александр Павлович
Алекса́ндр Па́влович Ники́тин (1824—1891) — русский генерал от инфантерии, командующий войсками Виленского военного округа.

## Биография
Родился 24 декабря 1824 года и происходил из дворян Московской губернии. По окончании Павловского кадетского корпуса 2 августа 1843 года был выпущен прапорщиком в Лейб-гвардии Московский полк. В чине подпоручика в 1847 году поступил в Николаевскую военную академию и в том же году был произведён в поручики. По окончании в 1849 году академического курса Никитин за отличные успехи в науках был произведён в штабс-капитаны и отправлен на службу в действующую армию с причислением к 5-му армейскому корпусу, находившемуся в Венгрии; вскоре с тем же корпусом Никитин был отправлен в придунайские княжества, где находился до 25 января 1850 года, когда был переведён в гвардейский генеральный штаб. В августе 1852 года Никитин был произведён в капитаны и назначен старшим адъютантом штаба гвардейского пехотного корпуса.
Во время Восточной войны 1853—1856 годов Никитин находился в составе войск, оберегавших берега Эстляндии. Назначенный на должность дивизионного квартирмейстера 3-й гвардейской пехотной дивизии, Никитин 26 января 1855 года был произведён в полковники, а в сентябре 1856 года назначен обер-квартирмейстером отдельного гренадерского корпуса. В марте 1859 г. состоялось назначение Никитина командиром Бутырского пехотного полка, а в декабре того же года он был назначен на ту же должность в Несвижский гренадерский генерал-фельдмаршала князя Барклая-де-Толли полк, которым командовал более двух лет.
В 1862 году он был назначен исполняющим должность начальника штаба 4-го армейского корпуса и вскоре за тем произведён 30 августа за отличие по службе в генерал-майоры с утверждением в должности начальника штаба 4-го армейского корпуса.
Когда были образованы военные округа, Никитин получил назначение на должность начальника штаба, сначала (в 1864 году) Рижского, а потом (в мае 1866 года) Виленского военных округов. Кроме того, он в 1865 году исправлял обязанность Рижского коменданта. В 1868 году Никитин был вызван в Санкт-Петербург для участия в занятиях Высочайше учрежденной Комиссии по устройству быта и призрения отставных и бессрочно отпускных нижних чинов. 24 июня 1870 г. Никитин был произведён в генерал-лейтенанты.
В ноябре 1876 года он по Высочайшему повелению был командирован в Сербию с особо возложенным на него поручением, касавшимся боевой подготовки сербских войск, причем выполнил это поручение с выдающимся успехом. В апреле 1878 года состоялось назначение Никитина на должность командира 2-го армейского корпуса, которым он командовал в течение шести лет, причём с сентября 1878 года по 26 ноября исполнял обязанности начальника военных сообщений действующей армии и командующего войсками, находящимися в тылу армии. Состоя в должности командира 2-го армейского корпуса, Никитин неоднократно командовал войсками Виленского военного округа. Произведённый 6 мая 1884 года в генералы от инфантерии, он вскоре за тем был назначен командующим войсками Виленского военного округа, но занимал эту должность недолго. Два года спустя, 11 марта 1886 года, состоялось назначение А. П. Никитина членом Военного совета, каковую должность он занимал до смерти, с 19 апреля 1886 года состоя председателем Высочайше учрежденной при Военном Совете Комиссии по устройству казарм.
Имел ордена Святого Станислава 2-й степени (1856), Святой Анны 2-й степени (1858) (императорская корона к нему (1861)), Святого Владимира 3-й степени (1863), Святого Станислава 1-й степени (1867), Святой Анны 1-й степени (1869), Святого Владимира 2-й степени (1874), Белого Орла (1876), Св. Александра Невского (1879).
Умер 21 ноября 1891 года в Санкт-Петербурге, похоронен на кладбище Новодевичьего монастыря.